# 岡山県立岡山盲学校
岡山県立岡山盲学校（おかやまけんりつ おかやまもうがっこう）は、岡山県岡山市中区原尾島にある公立盲学校。

## 所在地
- 岡山県岡山市中区原尾島4丁目16−53

## 学部
- 小学部
- 中学部
- 高等部

## 行事
- 4月入学式
- 3月卒業式

## 周辺
- 国土交通省岡山運輸支局
- 岡山県自動車税事務所
- 岡山東郵便局
- 中国銀行原尾島支店
- トマト銀行原尾島支店
- トマト銀行竜操支店
- おかやま信用金庫藤原支店
- 天満屋ハピータウン原尾島店
- 山陽マルナカ高屋店
- ディオ岡山東店
- エディオン東川原店
- ユニクロ原尾島店

## 交通
- 宇野バス
  - 「四御神」、「長岡・駅前」、「瀬戸駅」、「八日市」、「伊部・片上」に乗車、「原尾島住宅前」下車。
- 岡電バス
  - 「岡電高屋」乗車、「原尾島住宅前」下車。